# برگه ۲۶تی
برگه ۲۶تی (به انگلیسی: Breguet 26T) یک هواگرد ساختِ کارخانهٔ برگه اویاسیون در کشور فرانسه است . این هواگرد برای نخستین بار در ۱۹۲۶ میلادی مورد استفاده قرار گرفت.